# МКС-12
МКС-12 — двенадцатый долговременный экипаж Международной космической станции. Экипаж МКС-12 работал на борту МКС с 3 октября 2005 по 8 апреля 2006 года.

## Экипаж
- Уильям Макартур (Jeffrey Williams) (4-й космический полёт) (США), командир и научный специалист.
- Валерий Токарев (2-й космический полёт) (Россия), бортинженер.

### Дублирующий экипаж
- Джеффри Уильямс (Michael Fincke) (США), командир экипажа.
- Михаил Тюрин (Россия), бортинженер.

## Смена экипажа
Уильям МакАртур и Валерий Токарев стартовали в космос на корабле «Союз ТМА-7» с космодрома Байконур (Казахстан) 1 октября 2005 года. Вместе с ними в космос с кратким посещением МКС отправился третий космический турист, гражданин США  Грегори Олсен (экспедиция посещения ЭП-9). Через двое суток после старта 3 октября 2005 года корабль «Союз ТМА-7» в автоматическом режиме пристыковался к МКС, кормовому стыковочному узлу модуля «Пирс».
Космонавты предыдущего долговременного экипажа МКС-11 — Сергей Крикалёв и Джон Филлипс вернулись на Землю на корабле «Союз ТМА-6» 11 октября 2005 года. Вместе с ними на Землю вернулся и Грегори Олсен.

## Выходы в открытый космос
- Выход 1 —  Макартур и Токарев

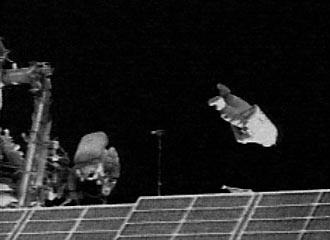
«Радиоскаф» в свободном полёте

- Цель: Установка камеры на горизонтальной ферме (Р1). Снятие датчика измерения электрического потенциала вокруг станции. Замена вышедших из строя приборов.

- Начало: 7 ноября 2005 — 14:31 UTC
- Окончание: 7 ноября — 19:54 UTC
- Продолжительность: 5 часов 22 минуты[1]
- Выход из американского шлюзового отсека «Квест», в американских скафандрах.

Это 63-й выход в космос связанный с МКС, 35-й выход непосредственно из МКС, 19-й выход из американского модуля «Квест».
Это 3-й выход в космос Уильяма Макартура и 1-й выход Валерия Токарева.
- Выход 2 —  Макартур и Токарев
- Цель: запуск спутника «Радиоскаф», демонтаж эксперимента «Биоскаф», перемещение адаптера крана «Стрела», установка блокировки на мобильном транспортере, фотографирование системы мониторинга микрометеоритов и защитного покрытия, осмотр внешней поверхности станции.
- Выход из российского модуля «Пирс», в российских скафандрах «Орлан»
- Начало: 3 февраля 2006 — 22:44 UTC
- Окончание: 4 февраля — 04:27 UTC
- Продолжительность: 5 часов 43 минуты[1]
- Выход из российского модуля «Пирс», выход в российских скафандрах.

Это 64-й выход в космос связанный с МКС, 36-й выход непосредственно из МКС, 17-й выход из российского модуля «Пирс»
Это 4-й выход в космос Уильяма Макартура и 2-й выход Валерия Токарева

## Работа на борту МКС

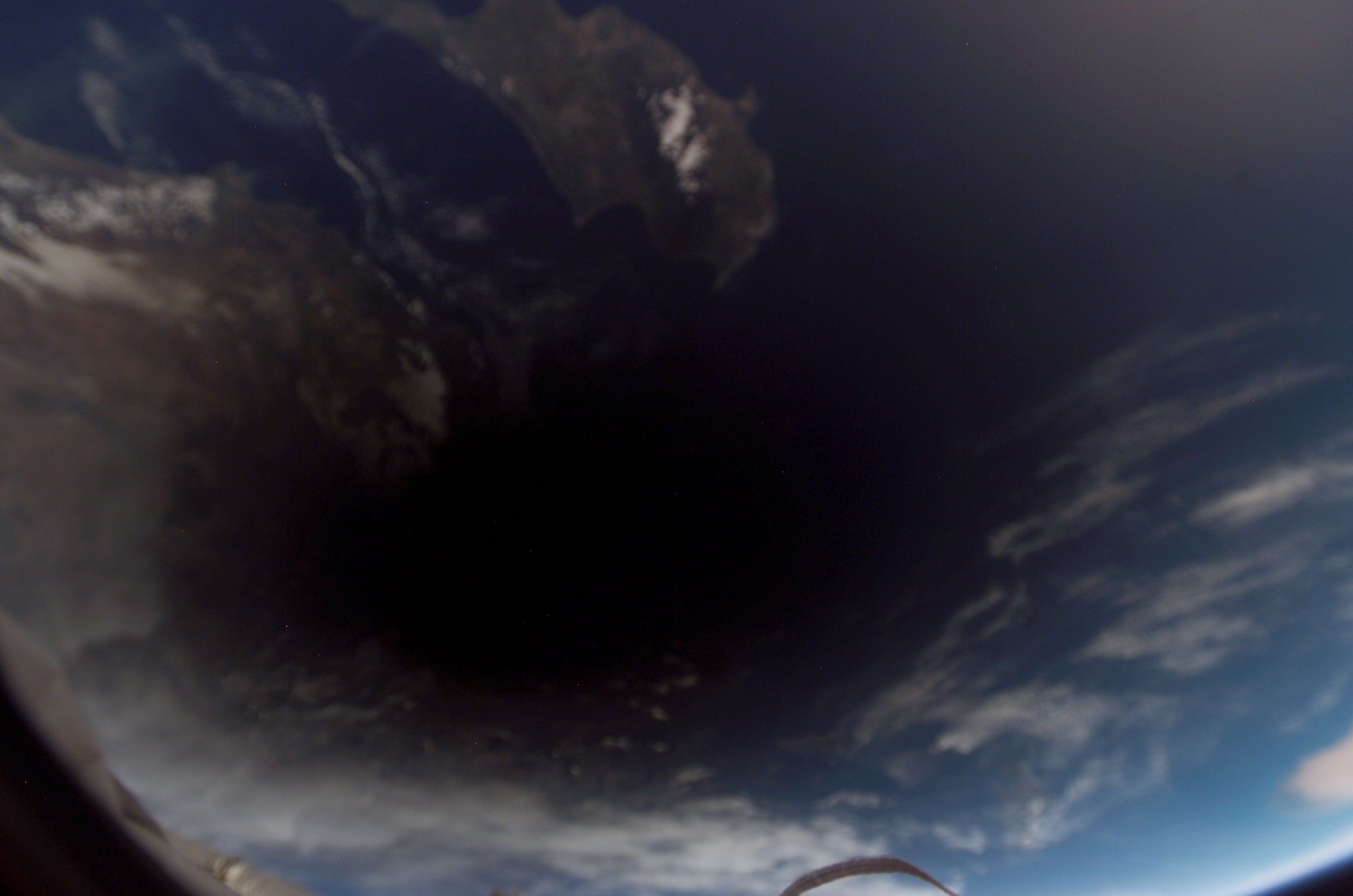
Солнечное затмение 29 марта 2006. Фото сделано экипажем МКС-12

7 ноября космонавты Макартур и Токарев выполнили первый выход в открытый космос, который продолжался 5 часов 22 минуты.
18 ноября 2005 года корабль «Союз ТМА-7» был перестыкован с модуля «Пирс» на модуль «Заря» для того, чтобы освободить модуль «Пирс» для выхода в открытый космос, который был осуществлён 4 февраля 2006 года.
23 декабря в 19:46 UTC к СО1 «Пирс» пристыковался грузовой корабль «Прогресс М-55». Он доставил на станцию 2,5 тонн различных грузов. В том числе топливо для дозаправки двигательной установки МКС, кислород, воздух, питьевую воду, продукты питания, оборудование для проведения экспериментов.
4 февраля 2006 года космонавты Макартур и Токарев выполнили второй выход в открытый космос, который продолжался 5 часов 43 минут.
3 марта 2006 года грузовой корабль «Прогресс М-54» был отстыкован от АО СМ «Звезда».
20 марта экипаж 12-й долговременной экспедиции МКС осуществил перестыковку своего корабля «Союз ТМА-7». Под управлением космонавта Токарева «Союз ТМА-7» был перестыкован от модуля «Заря» на кормовой стыковочный узел модуля «Звезда». «Союз» был отстыкован в 6 часов 49 минут UTC. Перелёт продолжался 22 минуты, вместо запланированных 37-и минут. В 7 часов 11 минут (UTC) корабль пристыковался к модулю «Звезда».
29 марта 2006 года Макартур и Токарев наблюдали полное солнечное затмение из космоса.
1 апреля 2006 года к надирному узлу ФГБ «Заря» пристыковался корабль «Союз ТМА-8», доставивший следующий долговременный экипаж МКС-13, а также участника экспедиции посещения ЭП-10 первого бразильского астронавта  Маркос Понтеса.
8 апреля 2006 года Макартур и Токарев на корабле «Союз ТМА-7» отстыковались от МКС и возвратились на Землю, вместе с ними на Землю вернулся  Маркос Понтес (экспедиция посещения ЭП-10). «Союз ТМА-7» с космонавтами Токаревым, Макартуром и Понтесом на борту совершил посадку 9 апреля в 23 часа 48 минут UTC в 54 км северо-восточнее города Аркалык в Казахстане.